# Finkley Down
Finkley Down – osada w Anglii, w hrabstwie Hampshire, w dystrykcie Test Valley. Leży 19 km na północ od miasta Winchester i 98 km na zachód od Londynu.